# Sedlec, Korozluky
Sedlec är en bosättning och en del av samhället Korozluky i distriktet Most i regionen Ústí i nordvästra Tjeckien. Den lilla byn var tidigare även känd under det tyska namnet Sedlitz (med stavningsvarianter Seidlitz, Saidlitz) och för byns bittervattenkällor (magnesiumsulfathaltigt källvatten).
Sedlec är beläget 7 km sydöst om Most, 31 km sydväst om Ústí nad Labem och 66 km nordväst om Prag.

## Historia
Skriftliga källor nämner Sedlec 1787. Under andra hälften av 1800-talet öppnades en station på järnvägslinjen Prag–Duchcov (Prag–Dux). Järnvägsstationen heter idag Sedlec Obrnice. Under 1960-talet blev byn Sedlec en del av samhället Korozluky.

## Bittervattenkällor
Källor i närheten av Sedlec är kända sen 1500-talet för att hålla mineralvatten med laxativ verkan. Preussaren Dr. Friedrich Hoffman undersökte mineralvattnet och publicerade resultatet år 1725 i „Des zu Sedlitz in Böhmen neuentdekten bitteren purgierenden Brunnen“. Indunstat källvatten gav ett salt likt bittersaltet från Epsom i England.
Bittervatten från källorna exporterades under namnet Sedlitz Bitter-wasser. Det går inte att avgöra om mineralvattnet kom från källa i Sedlec eller från de närliggande platserna Korokzluky (Kolosoruk) eller Zajecice (Saidschütz med flera stavningsvarianter).

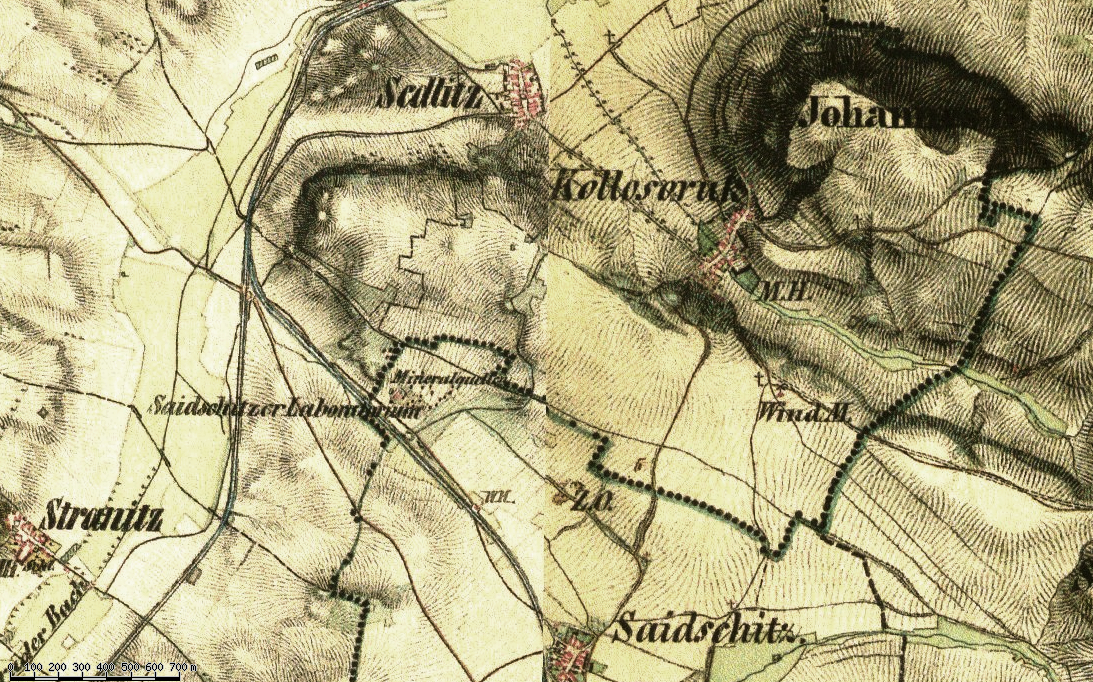
Historiskt kartutsnitt visande Sedlec som Sedlitz.

## Befolkning
Jordbruk är en traditionell näring för befolkningen. År 1971 påbörjades bygge av ett ölbryggeri men ölproduktionen avslutades 1998 på grund av ekonomiska problem. Byggnaderna användes därefter som lagerlokaler. År 2011 utgjorde byns befolkning 37 personer.

## Sevärdheter
- Křemencový vrch (namnets betydelse är kvartskullen) Kullens höjd är 266 m ö.h. och ligger cirka 250 m väster om byn. Kullen är en intressant geologisk lokal.